# Jabad-Lubavitch
Jabad-Lubávich (en hebreo: חב"ד ליובאוויטש), también conocida como Chabad, Habad o Lubavitch, es una organización judía jasídica cuya sede central se encuentra en el barrio de Crown Heights, en el distrito de Brooklyn, en la ciudad de Nueva York (Estados Unidos).
La organización fue fundada por el rabino Schneur Zalman de Liadí (1745-1812). En la actualidad la escuela se adhiere a las enseñanzas del rabino Menachem Mendel Schneerson (1902-1994).

## Etimología
El nombre Jabad proviene de un acróstico en hebreo, que corresponde a tomar la primera letra de las palabras jojmá, biná y daat, que respectivamente quieren decir inspiración, entendimiento y conciencia, y que dentro de esta doctrina representan las partes del intelecto del ser humano.
La palabra Lubávich proviene del nombre de una población en Rusia (en letra cirílica, Любáвичи o Liubávichi), la cual fue central del movimiento durante más de un siglo después de que el hijo del rabino Schneur Zalman de Liadí (1745-1812) se estableciera ahí. Si bien el nombre de la ciudad fue relacionado con el movimiento, el topónimo en bielorruso, Liubavichy (en bielorruso: Любаві́чы), significa ‘ciudad del amor’, lo que impregnó de un simbolismo especial al nombre del movimiento.
Debido a la carencia de una letra para representar ese sonido fricativo específico (velar fricativo sordo), algunos idiomas (entre ellos el inglés) transcriben el nombre de esta escuela como Chabad. Sin embargo, la letra hebrea ח (jet), que es la que se emplea en la palabra, es similar en sonido a la española J, por lo que la forma más correcta en español es Jabad y no Habad ni Chabad. Lo mismo sucede con la palabra «jánuca», que emplea la misma letra hebrea.

## Historia del movimiento
En los siglos XIX y XX, en la Rusia Imperial, el movimiento Jabad contaba con un considerable números de yeshivot (instituciones dedicadas al estudio de la santa Torá), conocidos como tomjei temimim. La mayoría fueron destruidas por la invasión nazi de la Unión Soviética, en 1941.
En 1927, el rabino Iosef Itzjak Schneerson (1880-1950), líder del movimiento, fue llevado a prisión por los soviéticos, acusado de actividades contrarrevolucionarias y sentenciado a muerte. Sin embargo, la sentencia fue revocada debida a la presión internacional llegada principalmente desde Estados Unidos, Francia y Letonia, así como presiones internas ejercidas desde el seno del Partido Comunista de la Unión Soviética. Finalmente la sentencia fue cambiada por un corto periodo en prisión en el pueblo de Kostromá, en el Volga central. Como condición de su liberación debió abandonar la Unión Soviética y se instaló en Riga (la capital de Letonia) hasta 1929, cuando viajó por (Palestina, Estados Unidos y Canadá. En 1934 se mudó a Varsovia (la capital de Polonia). Allí la presión del Departamento de Estado de los Estados Unidos le consiguió la inmunidad diplomática. Cuando las SS y las fuerzas armadas del Tercer Reich nacional-socialista alemán invadieron Polonia, el rebe de Jabad consiguió un salvoconducto para poder viajar hasta la ciudad de Berlín (la capital del Reich) para finalmente poder abandonar Europa con rumbo a los Estados Unidos. El rebe llegó a Nueva York el 19 de marzo de 1940, y allí fundó nuevamente la central de Jabad-Lubavitch.
En 1941, al rebe Schneersohn se le une su sobrino y yerno Menachem Mendel Schneerson (1902-1994), que también era rabino. Menachem Mendel Schneerson había logrado escapar en 1933 de Berlín a París, Francia, y en 1941 huyó a Nueva York, donde llegó en junio. La central del movimiento está ubicada en Brooklyn (Nueva York) y tiene su dirección en el número 770 de la Avenida Eastern Parkway, que es llamado «el 770» por los miembros de Jabad.

## Creencias
Básicamente, la finalidad primordial de Jabad-Lubavitch es la de llevar a los judíos a una práctica y estudio activo de su propia fe. El objetivo inmediato que se persigue es el de esparcir lo más posible la santidad por toda la Tierra, sin caer en el desprecio o la subestimación hacia lo terrenal, ya que se da énfasis al hecho de que en lugar de acceder a la santidad por abandono de lo terrenal se pretende formar una conexión con Dios elevando las cosas materiales.
Esta creencia va unida a la del mesianismo, pues también se cree que si el mundo alcanza el grado de santidad necesario se acelerará la llegada del mesías, y se acabarán con los males que aquejan la Tierra.
De la creencia enfocada en alcanzar la santidad por medio de la práctica y el estudio surge el aprecio especial (aprecio general en todo el judaísmo) por los exégetas de la Torá. Un estudioso particularmente destacado puede alcanzar el grado de «rabino». A su vez, un rabino especialmente destacado puede terminar siendo un dirigente del movimiento.
Entre otras creencias distintivas de los Jabadnikim están la de la vestimenta. Como judíos jasídicos, los Jabadnikim usan largos abrigos negros de fieltro y sombreros. Los hombres acompañan este tocado dejándose crecer la barba, mientras que las mujeres usan vestimentas (abrigos generalmente) que les cubran las rodillas y los codos. Las mujeres casadas usan pelucas o pañoletas en la cabeza con el objetivo específico de cubrirse el cabello. Sin embargo, algo que tal vez merece anotarse es que, a diferencia de los demás judíos jasídicos, los Jabad no utilizan abrigados y esponjados sombreros de algodón, felpa o piel, prefiriendo sombreros negros más sencillos.
Sus creencias también les solicitan tomar baños rituales en una Mikve, o baños especiales para esta finalidad. Los hombres deben purificarse de esta manera antes de las sesiones de oraciones matutinas, mientras que las mujeres deben de hacerlo después de la menstruación. Debido a su expansión, los Jabad Lubavitch a veces se asientan en lugares donde la fe judía es nula o bien cuenta con pocos adeptos locales, por lo que en tales casos las comunidades de Jabad tienden a asentarse en lugares relativamente cercanos a otros que cuenten con una Mikve, o en su defecto junto al mar, ya que en ausencia de una Mikve se puede disponer de este.
El Ohel es la estructura que protege la tumba del rebe Menachem Mendel Schneerson y la tumba del rebe Iosef Itzjak Schneerson, ambas están ubicadas en el cementerio de Old Montefiore en el barrio de Queens (Nueva York), y son consideradas lugares santos por parte de los jasidim de Jabad.

## Organización del Movimiento
En la actualidad el movimiento de Jabad-Lubavitch cuenta uno o más centros en cada uno de estos países, estando presente en más de 100 países:
- África:
  - Islas Canarias, se considera como un centro separado, aunque las Islas Canarias forman parte del Reino de España.[3]
  - Reino de Marruecos
  - República Democrática del Congo
  - Sudáfrica
  - Túnez.

- Asia:
  - Armenia
  - Azerbaiyán
  - China
  - Corea del Sur
  - India
  - Israel
  - Japón
  - Kazajistán
  - Kirguistán
  - Laos
  - Nepal
  - Rusia, se consideran como separados los centros ubicados en la Rusia europea y en la Rusia asiática.
  - Singapur
  - Tailandia
  - Uzbekistán
  - Vietnam.

- América:
  - Argentina
  - Bolivia
  - Brasil
  - Canadá
  - Chile
  - Colombia
  - Costa Rica
  - Estados Unidos
  - Guatemala
  - Islas Vírgenes
  - México
  - Nicaragua
  - Paraguay
  - Perú
  - Puerto Rico
  - República Dominicana
  - Uruguay
  - Venezuela.

- Europa:
  - Alemania
  - Austria
  - Bélgica
  - Bielorrusia
  - Bulgaria
  - Chipre
  - República Turca del Norte de Chipre[4]
  - Croacia
  - Dinamarca
  - Eslovaquia
  - España
  - Estonia
  - Finlandia
  - Francia
  - Georgia
  - Grecia
  - Hungría
  - Irlanda
  - Italia
  - Letonia
  - Lituania
  - Luxemburgo
  - Moldavia
  - Noruega
  - Países Bajos
  - Polonia
  - Reino Unido
  - República Checa
  - Rumania
  - Rusia, se consideran como separados los centros ubicados en la Rusia europea y en la Rusia asiática.
  - Serbia
  - Suecia
  - Suiza
  - Ucrania.

- Oceanía:
  - Australia
  - Nueva Zelanda.

## Líderes del Movimiento
A lo largo de su historia Jabad-Lubavitch reconoce y sigue las enseñanzas de varios líderes destacados (rebeim), estos son los rabinos:
- Israel ben Eliezer (1689-1760): fundador del judaísmo jasídico, conocido como el Baal Shem Tov.
- Dov Ber de Mezeritch (muerto en 1772): sucesor de Israel ben Eliezer, conocido como el Maguid de Mezritch.
- Schneur Zalman de Liadí (1745-1812): fundador del movimiento, conocido como el Alter Rebe.
- Dovber Schneuri (1773-1827): hijo de Shneur Zalman, conocido como el Mitteler Rebe.
- Menajem Mendel Schneersohn (1789-1866): nieto de Shneur Zalman, conocido como el Tzemaj Tzedek.
- Shmuel Schneersohn (1834-1882): hijo del anterior. Apoyaba los asentamientos judíos en Palestina. Conocido como el Rebe Majarás.
- Sholom Dovber Schneersohn (1860-1920): hijo de Shmuel, conocido como el Rebe Rashab.
- Iosef Isaac Schneersohn (1880-1950), conocido como der firerdiker rebbe (‘el rebe anterior’).
- Menajem Mendel Schneerson (1902-1994): yerno de Iosef Isaac, conocido como el Rebe.

## Organizaciones del movimiento Jabad-Lubavitch

### Agudas Chasidei Chabad
Agudas Chasidei Chabad (en hebreo: אגודת חסידי חב"ד) es una organización paraguas del movimiento mundial Jabad Lubavitch.
Administra las tres organizaciones centrales de Jabad Lubavitch:
- el Fondo Machne Israel,
- la organización Merkos L'Inyonei Chinuch y
- la Editorial Kehot Lubavitch.

El presidente del Comité Ejecutivo es el rabino Abraham Shemtov (Moscú, 1937-).

### CTeen (Chabad Teen Network)
CTeen es un programa exclusivo para jóvenes de entre 13 y 18 años, el programa tiene como finalidad integrar la diversión y el judaísmo mediante actividades para los jóvenes. CTeen ha llegado a estar presente en Estados Unidos y en varios países de habla hispana.

### Editorial Kehot Lubavitch
La Editorial Kehot (en idioma inglés: Kehot Publication Society) es la editorial del movimiento Jabad Lubavitch, establecida en 1942 por el sexto rebe.

### Emisarios de Jabad
Los shluchim (‘emisarios’; en singular: shliach) de Jabad trabajan en varios países con la misión declarada de persuadir a los judíos no practicantes judaísmo ortodoxo para que estos adopten esta religión.
Uno de estos emisarios fue el rabino Gavriel Holtzberg, de bendita memoria, (1979-2008), él y su esposa Rivka fueron asesinados en un atentado terrorista yihadista que tuvo lugar en la Casa de Jabad en la ciudad de Bombay (India), en 2008.

### Fondo para el Desarrollo Machne Israel
El fondo para el desarrollo Machne Israel fue establecido en 1984 como un recurso financiero de la red institucional de Jabad.

### Jabad en el Campus
Jabad en el Campus (en inglés: Chabad on Campus) es la organización universitaria del movimiento jasídico Jabad Lubavitch. Es una de las mayores organizaciones judías que llevan a cabo su actividad en los campus universitarios de América del Norte. Jabad en el campus tiene más de 250 centros repartidos por el Mundo.

### Merkos L'Inyonei Chinuch
Merkos L'Inyonei Chinuch (en hebreo: מרכז לענייני חינוך) (en español: Organización Central para la Educación) es el brazo educativo central del movimiento Jabad Lubavitch y establece los centros de Jabad.

### Tomjei Tmimim
Tomjei Tmimim es la yeshivá (academia talmúdica) central del movimiento jasídico Jabad-Lubavitch, fue fundada en 1896 y es una institución educativa mundial de estudios judaicos avanzados.

## Estructura interna
El movimiento Jabad-Lubavitch está organizado de una manera jerárquica, cada sección está dividida en varios departamentos más pequeños. Esta es la estructura interna de la dinastía jasídica Jabad-Lubavitch:
|  |  |                           |                           |                           |                           |                           |                           |  |  | 770 Eastern Parkway            |                                |                                |                                |                                |                                |  |  |                                |                                |                                |                                |                                |                                |  |  |                         |                         |                         |                         |                         |                         |  |  |                                     |                                     |                                     |                                     |                                     |                                     |  |  |  |  |  |  |  |  |  |  |  |  |  |  |  |  |  |  |  |  |
|  |  |                           |                           |                           |                           |                           |                           |  |  |                                |                                |                                |                                |                                |                                |  |  |                                |                                |                                |                                |                                |                                |  |  |                         |                         |                         |                         |                         |                         |  |  |                                     |                                     |                                     |                                     |                                     |                                     |  |  |  |  |  |  |  |  |  |  |  |  |  |  |  |  |  |  |  |  |
|  |  |                           |                           |                           |                           |                           |                           |  |  | Agudas Chasidei Chabad         |                                |                                |                                |                                |                                |  |  |                                |                                |                                |                                |                                |                                |  |  |                         |                         |                         |                         |                         |                         |  |  |                                     |                                     |                                     |                                     |                                     |                                     |  |  |  |  |  |  |  |  |  |  |  |  |  |  |  |  |  |  |  |  |
|  |  |                           |                           |                           |                           |                           |                           |  |  |                                |                                |                                |                                |                                |                                |  |  |                                |                                |                                |                                |                                |                                |  |  |                         |                         |                         |                         |                         |                         |  |  |                                     |                                     |                                     |                                     |                                     |                                     |  |  |  |  |  |  |  |  |  |  |  |  |  |  |  |  |  |  |  |  |
|  |  |                           |                           |                           |                           |                           |                           |  |  |                                |                                |                                |                                |                                |                                |  |  |                                |                                |                                |                                |                                |                                |  |  |                         |                         |                         |                         |                         |                         |  |  |                                     |                                     |                                     |                                     |                                     |                                     |  |  |  |  |  |  |  |  |  |  |  |  |  |  |  |  |  |  |  |  |
|  |  | Fondo Machne Israel       | Fondo Machne Israel       | Fondo Machne Israel       | Fondo Machne Israel       | Fondo Machne Israel       | Fondo Machne Israel       |  |  | Merkos L'Inyonei Chinuch       | Merkos L'Inyonei Chinuch       | Merkos L'Inyonei Chinuch       | Merkos L'Inyonei Chinuch       | Merkos L'Inyonei Chinuch       | Merkos L'Inyonei Chinuch       |  |  | Tomjei Tmimim                  | Tomjei Tmimim                  | Tomjei Tmimim                  | Tomjei Tmimim                  | Tomjei Tmimim                  | Tomjei Tmimim                  |  |  |                         |                         |                         |                         |                         |                         |  |  |                                     |                                     |                                     |                                     |                                     |                                     |  |  |  |  |  |  |  |  |  |  |  |  |  |  |  |  |  |  |  |  |
|  |  | Fondo Machne Israel       | Fondo Machne Israel       | Fondo Machne Israel       | Fondo Machne Israel       | Fondo Machne Israel       | Fondo Machne Israel       |  |  | Merkos L'Inyonei Chinuch       | Merkos L'Inyonei Chinuch       | Merkos L'Inyonei Chinuch       | Merkos L'Inyonei Chinuch       | Merkos L'Inyonei Chinuch       | Merkos L'Inyonei Chinuch       |  |  | Tomjei Tmimim                  | Tomjei Tmimim                  | Tomjei Tmimim                  | Tomjei Tmimim                  | Tomjei Tmimim                  | Tomjei Tmimim                  |  |  |                         |                         |                         |                         |                         |                         |  |  |                                     |                                     |                                     |                                     |                                     |                                     |  |  |  |  |  |  |  |  |  |  |  |  |  |  |  |  |  |  |  |  |
|  |  |                           |                           |                           |                           |                           |                           |  |  |                                |                                |                                |                                |                                |                                |  |  |                                |                                |                                |                                |                                |                                |  |  |                         |                         |                         |                         |                         |                         |  |  |                                     |                                     |                                     |                                     |                                     |                                     |  |  |  |  |  |  |  |  |  |  |  |  |  |  |  |  |  |  |  |  |
|  |  | Editorial Kehot Lubavitch | Editorial Kehot Lubavitch | Editorial Kehot Lubavitch | Editorial Kehot Lubavitch | Editorial Kehot Lubavitch | Editorial Kehot Lubavitch |  |  | Jabad en el Campus             | Jabad en el Campus             | Jabad en el Campus             | Jabad en el Campus             | Jabad en el Campus             | Jabad en el Campus             |  |  | Oficina de Educación de Jabad  | Oficina de Educación de Jabad  | Oficina de Educación de Jabad  | Oficina de Educación de Jabad  | Oficina de Educación de Jabad  | Oficina de Educación de Jabad  |  |  | Oficina de los Shluchim | Oficina de los Shluchim | Oficina de los Shluchim | Oficina de los Shluchim | Oficina de los Shluchim | Oficina de los Shluchim |  |  | Instituto de aprendizaje judío Rohr | Instituto de aprendizaje judío Rohr | Instituto de aprendizaje judío Rohr | Instituto de aprendizaje judío Rohr | Instituto de aprendizaje judío Rohr | Instituto de aprendizaje judío Rohr |  |  |  |  |  |  |  |  |  |  |  |  |  |  |  |  |  |  |  |  |
|  |  | Editorial Kehot Lubavitch | Editorial Kehot Lubavitch | Editorial Kehot Lubavitch | Editorial Kehot Lubavitch | Editorial Kehot Lubavitch | Editorial Kehot Lubavitch |  |  | Jabad en el Campus             | Jabad en el Campus             | Jabad en el Campus             | Jabad en el Campus             | Jabad en el Campus             | Jabad en el Campus             |  |  | Oficina de Educación de Jabad  | Oficina de Educación de Jabad  | Oficina de Educación de Jabad  | Oficina de Educación de Jabad  | Oficina de Educación de Jabad  | Oficina de Educación de Jabad  |  |  | Oficina de los Shluchim | Oficina de los Shluchim | Oficina de los Shluchim | Oficina de los Shluchim | Oficina de los Shluchim | Oficina de los Shluchim |  |  | Instituto de aprendizaje judío Rohr | Instituto de aprendizaje judío Rohr | Instituto de aprendizaje judío Rohr | Instituto de aprendizaje judío Rohr | Instituto de aprendizaje judío Rohr | Instituto de aprendizaje judío Rohr |  |  |  |  |  |  |  |  |  |  |  |  |  |  |  |  |  |  |  |  |
|  |  |                           |                           |                           |                           |                           |                           |  |  |                                |                                |                                |                                |                                |                                |  |  |                                |                                |                                |                                |                                |                                |  |  |                         |                         |                         |                         |                         |                         |  |  |                                     |                                     |                                     |                                     |                                     |                                     |  |  |  |  |  |  |  |  |  |  |  |  |  |  |  |  |  |  |  |  |
|  |  |                           |                           |                           |                           |                           |                           |  |  | Bais Chana Women International | Bais Chana Women International | Bais Chana Women International | Bais Chana Women International | Bais Chana Women International | Bais Chana Women International |  |  | Escuelas Asociadas Beth Rivkah | Escuelas Asociadas Beth Rivkah | Escuelas Asociadas Beth Rivkah | Escuelas Asociadas Beth Rivkah | Escuelas Asociadas Beth Rivkah | Escuelas Asociadas Beth Rivkah |  |  | Círculo de la Amistad   | Círculo de la Amistad   | Círculo de la Amistad   | Círculo de la Amistad   | Círculo de la Amistad   | Círculo de la Amistad   |  |  |                                     |                                     |                                     |                                     |                                     |                                     |  |  |  |  |  |  |  |  |  |  |  |  |  |  |  |  |  |  |  |  |